# Mido
Mido (Мидо) — марка швейцарских часов среднего класса.

## История
В 1918 году Джорджес Шэрэн, часовой мастер, основал компанию «MIDO G. Schären & Co.». Слово MIDO взято из испанского «Yo mido» (Я измеряю) и стало синонимом технических нововведений и прогрессивного дизайна часов.
В 1920-х годах компания выпускает широкий спектр моделей часов в стиле ар-деко, а также модели с уникальными и новаторскими формами, как ювелирные, так и спортивные.
В 1930-х годах Mido получает заказ на выпуск часов, стилизованных под самые модные марки машин того времени: Bugatti, Buick, Excelsior, Peugeot и Chevrolet.

## Революционные технологии
1934 год оказался удачным для компании — была выпущена модель MULTIFORT, первые в мире антимагнитные часы с автоподзаводом, кроме того водонепроницаемые и противоударные. Это была самая продаваемая модель Mido вплоть до середины 1950-х годов.
В 1954 году компания разрабатывает специальную систему завода часов POWERWIND, отличительной особенностью которой явились увеличенный запас хода и надежность за счёт сокращения количества деталей с 16 до 7.
Через 5 лет Mido выпускает коллекцию OCEAN STAR, первые в мире часы-монокок, то есть часы с литым корпусом, предотвращающим попадание влаги через заднюю крышку. А в сочетании с технологий уплотнителей заводной головки AQUADURA, часы способны выдерживать самые суровые условия.
На волне успеха, в 1967 году Mido совершает ещё один прорыв, впервые в мире запустив в серийное производство миниатюрные женские часы с автоподзаводом. Кроме того в 1970-х годах Mido возглавляла разработку и внедрение электронных часов.
1995 год — появляется коллекция WORLDTIMER — первые в мире не электронные часы, которые определяют временную зону в любой точке мира, отличаясь при этом простотой управления. Кроме того появляются часы BODYGUARD, действующие в качестве личного телохранителя, подавая сигнал тревоги (свыше 100 децибел).
Появляются и другие оригинальные коллекции: в 2002 году, вдохновленная одним из самых выдающихся построек Древнего Рима — Колизеем, Mido создает часы All Dial, отличительной особенностью которых является визуальное впечатление, что они состоят целиком из циферблата и стрелок. Кроме того часы являются сертицифированным хронометром.

## Swatch Group
С 1985 года Mido является собственностью компании Swatch Group, которой принадлежат 18 главных часовых брендов и работает более 20 тыс. человек в 50 странах мира. Сами представители Swatch Group продвигают Mido под слоганом «The Watch for the Connoisseur» (Часы для знатоков).